# Pozzuoli
Pozzuoli (Puteoli în latină) este un oraș în regiunea Campania, în provincia Napoli (Italia).

## Istoric
Pozzuoli, situat la câțiva km nord-vest de Napoli a fost edificat de către colonizatori greci în 520 î.C, devenind principalul port în timpul Imperiului Roman (până la construirea portului de la Ostia). 
A fost una dintre ultimele etape a călătoriei apostolului Pavel spre Roma.

## Descriere
Este localitatea cea mai mare dintr-un conglomerat de comune și așezări, aproape lipite unele de altele, în zona vulcanică numită ”Campi Flegrei". Intreg teritoriul este de fapt caldera unui supervulcan ce acum e în repaos, lung 12-15 km, cu cratere, izvoare termale, fumarole, lavă veche consolidată.

## Parcul arheologic submarin de la Baiae / Pozzuoli
Tărmul mării din golful Pozzuoli se ridică și se scufundă periodic, din cauza activității vulcanice. Scufundarea este urmarea fenomenelor de bradiseism, datorate convulsiilor geomorfologice ale supervulcanului "Campi Flegrei" de lȃngă Napoli.
O parte din fosta stațiune balneară romană Baiae este din nou scufundată în mare. In „Parco Archaeologico Sommerso di Baia“ se pot vedea sub apă sculpturi, mozaicuri și un vechi drum pavat de pe vremea romanilor.

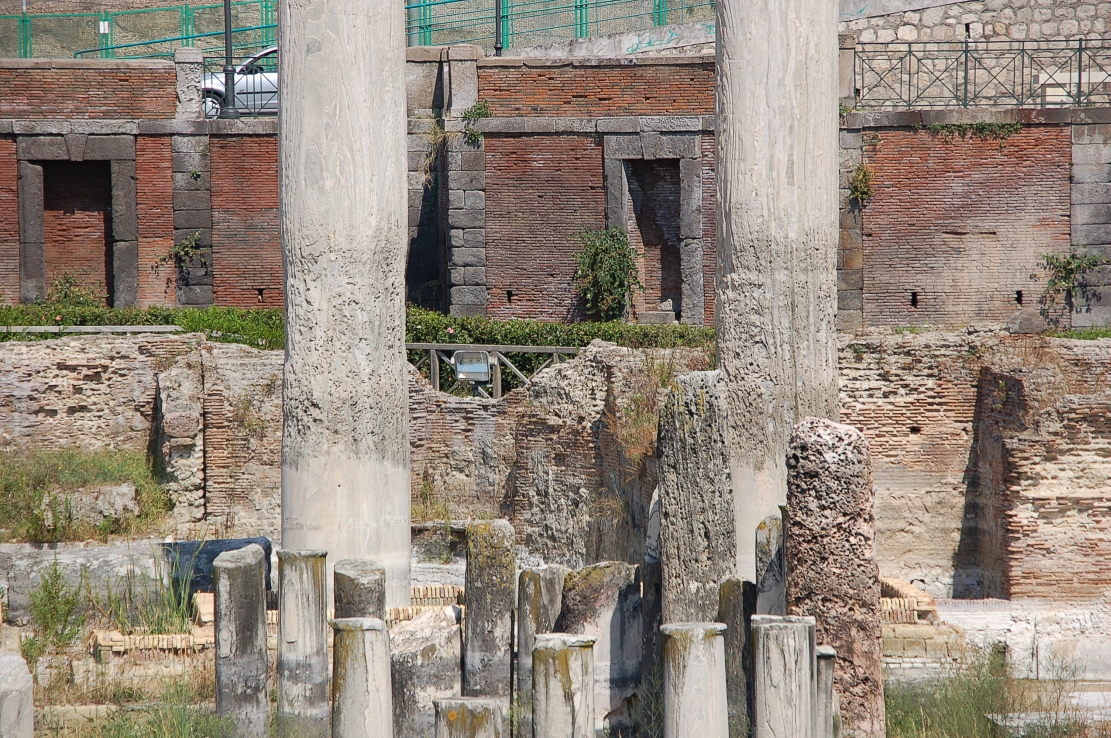
Coloanele din forumul Macellum, Pozzuoli

## Forumul roman Macellum[5]
Si acest forum din Pozzuoli s-a aflat de mai multe ori sub apa mării în cursul istoriei. Acest fapt este dovedit de scobiturile de pe coloane, create de scoici în timpul în care forumul s-a aflat sub ape.

## Localități înfrățite
- Grecia, Agios Dimitrios

### Parteneriate
- Italia, Benevento
- Italia, Pompei

## Personalități legate de Pozzuoli
- Giovanni Battista Pergolesi, compozitor
- Sophia Loren, actriță
- Prințesa Maria Amalia de Bourbon-Două Sicilii, prințesa regatului Celor Două Sicilii (1818–1857)

## Demografie
Pozzuoli - evoluția demografică

|  | Graficele sunt indisponibile din cauza unor probleme tehnice. Mai multe informații se găsesc la Phabricator și la wiki-ul MediaWiki. |

Date: Recensăminte sau birourile de statistică - grafică realizată de Wikipedia

## Galerie de imagini

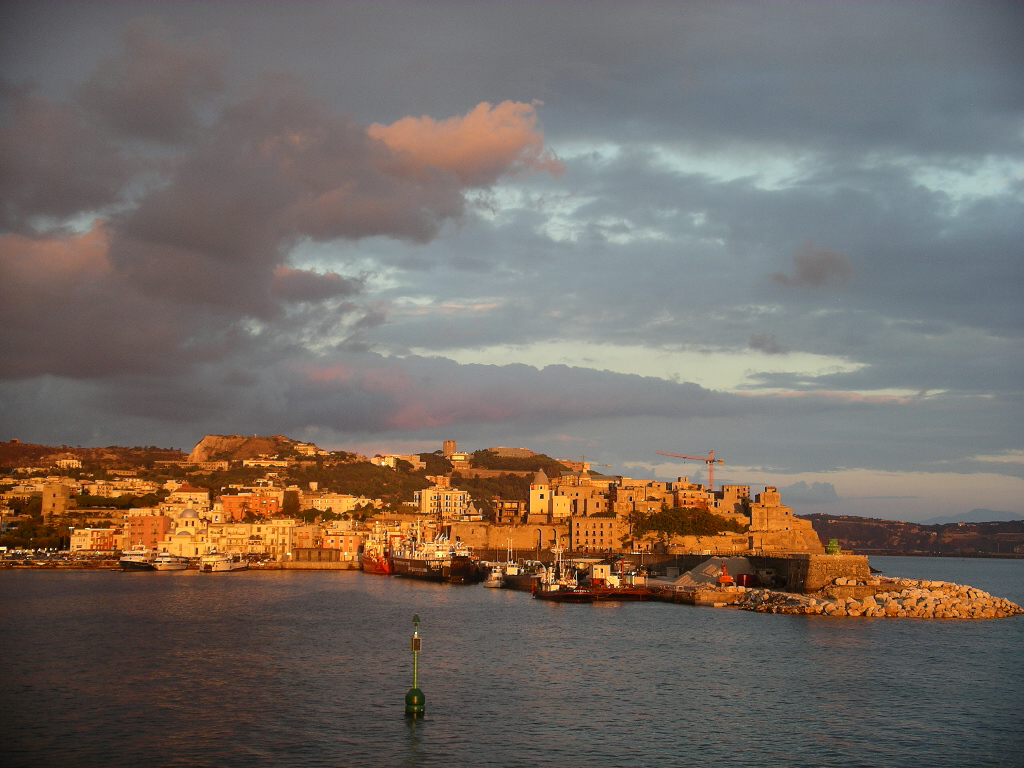
Pozzuoli la orele serii
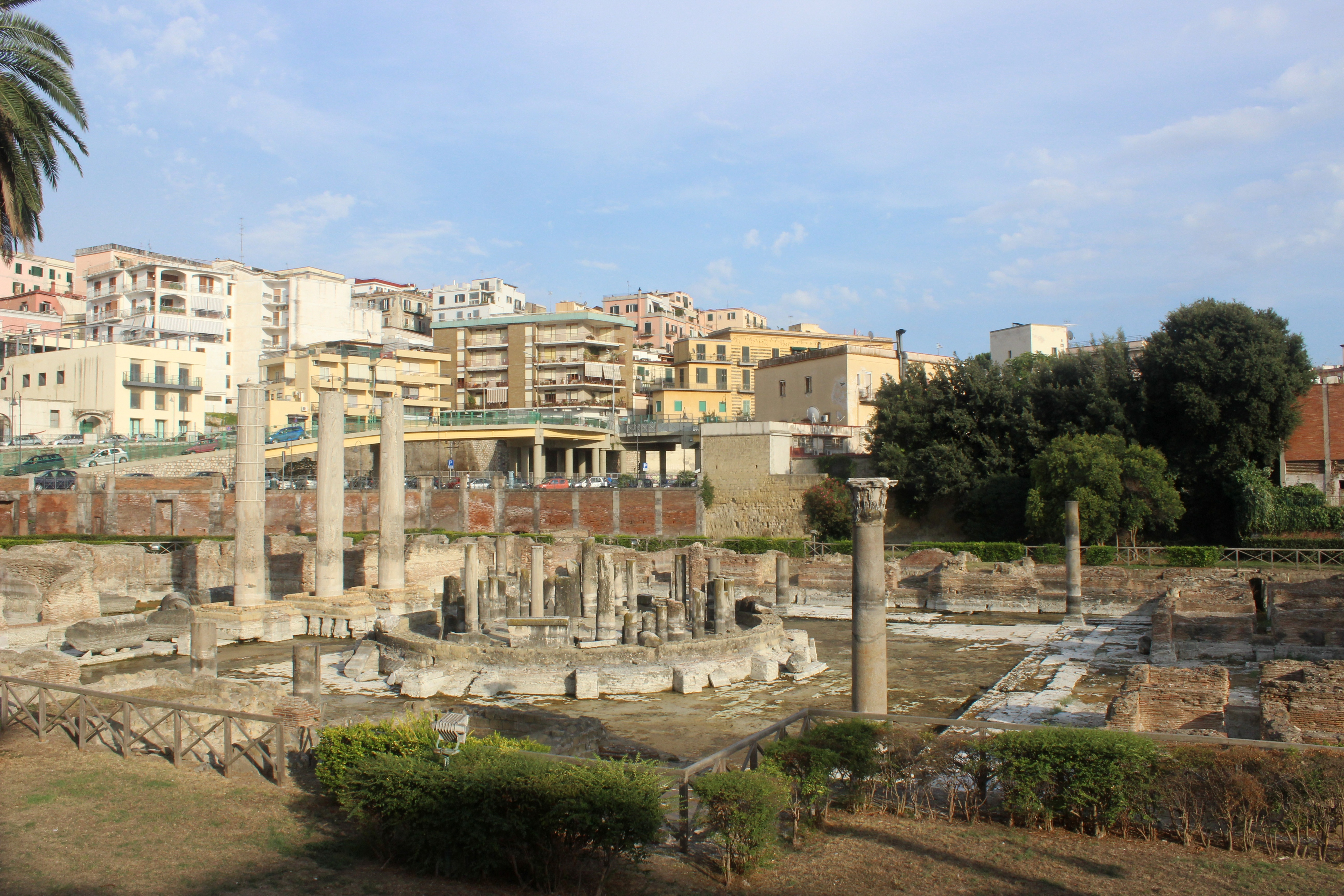
Forumul Macellum din Pozzuoli, scufundat de mai multe ori în mare